# Антиньяк (Овернь)
Антинья́к (фр. Antignac, окс. Antinhac) — коммуна во Франции, находится в регионе Овернь. Департамент — Канталь. Входит в состав кантона Сень. Округ коммуны — Морьяк.
Код INSEE коммуны — 15008.
Коммуна расположена приблизительно в 400 км к югу от Парижа, в 65 км юго-западнее Клермон-Феррана, в 50 км к северу от Орийака.

## Население
Население коммуны на 2008 год составляло 276 человек.
| 1962 | 1968 | 1975 | 1982 | 1990 | 1999 | 2008 |
| ---- | ---- | ---- | ---- | ---- | ---- | ---- |
| 429  | 439  | 361  | 305  | 335  | 292  | 276  |

## Администрация
| Период | Период | Фамилия       | Партия                                                    | Примечания               |
| ------ | ------ | ------------- | --------------------------------------------------------- | ------------------------ |
| 1983   | 1990   | Клод Фавори   |                                                           |                          |
| 1990   | 1995   | Шарль Вейсьер |                                                           |                          |
| 1995   | 2001   | Клод Шане     |                                                           |                          |
| 2001   |        | Стефан Бриан  | Союз за французскую демократию — Демократическое движение | член генерального совета |

## Экономика
В 2007 году среди 164 человек в трудоспособном возрасте (15—64 лет) 112 были экономически активными, 52 — неактивными (показатель активности — 68,3 %, в 1999 году было 68,8 %). Из 112 активных работали 104 человека (63 мужчины и 41 женщина), безработных было 8 (4 мужчины и 4 женщины). Среди 52 неактивных 3 человека были учениками или студентами, 29 — пенсионерами, 20 были неактивными по другим причинам.

## Достопримечательности
- Руины часовни Нотр-Дам[фр.] (XII век). Памятник истории с 1930 года[3]
- Церковь Сен-Пьер[фр.] (XII век). Памятник истории с 1976 года[4]
- Церковь Сен-Ферреоль[фр.] (XII век). Памятник истории с 1969 года[5]

## Фотогалерея

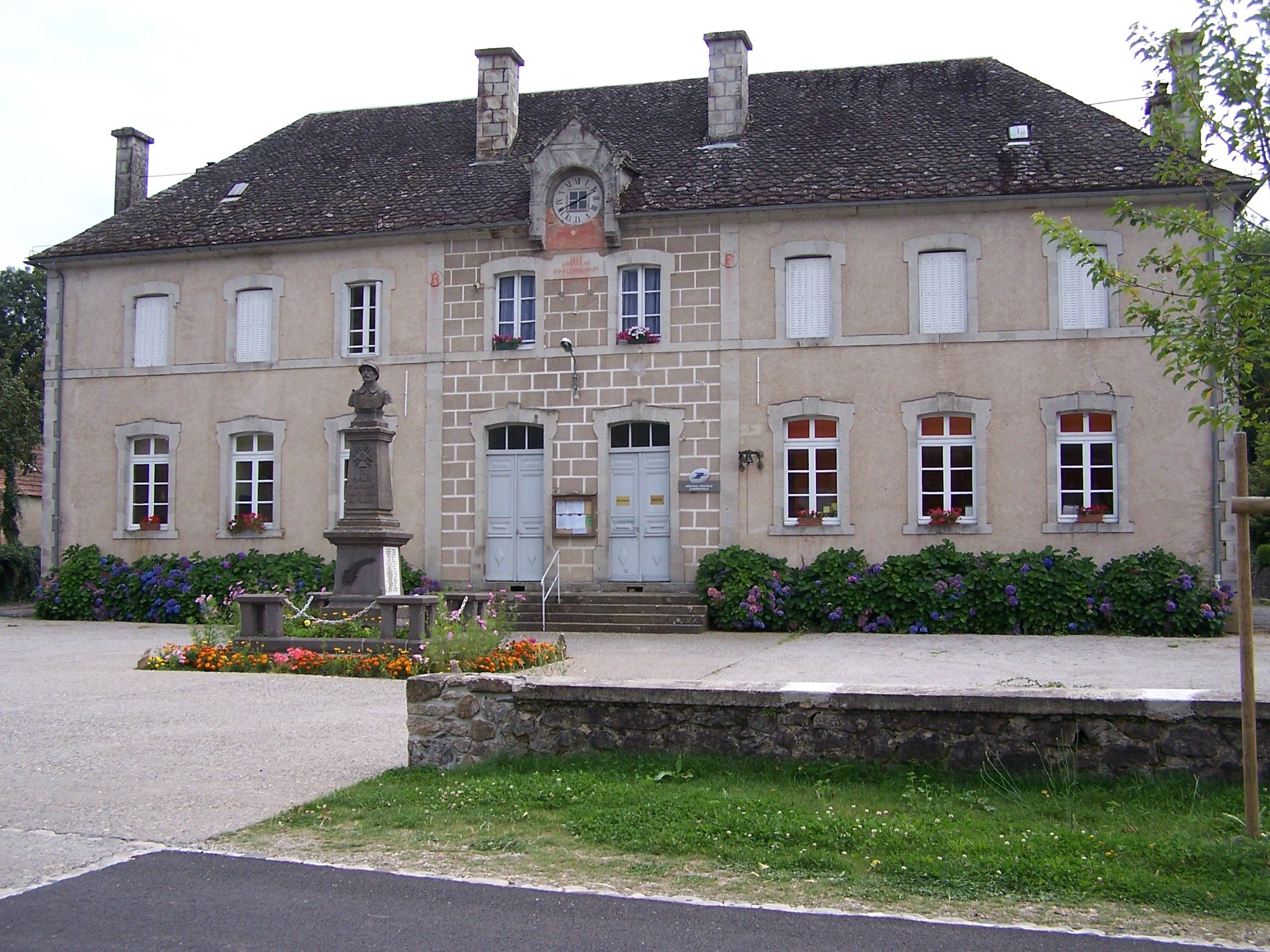
Мэрия
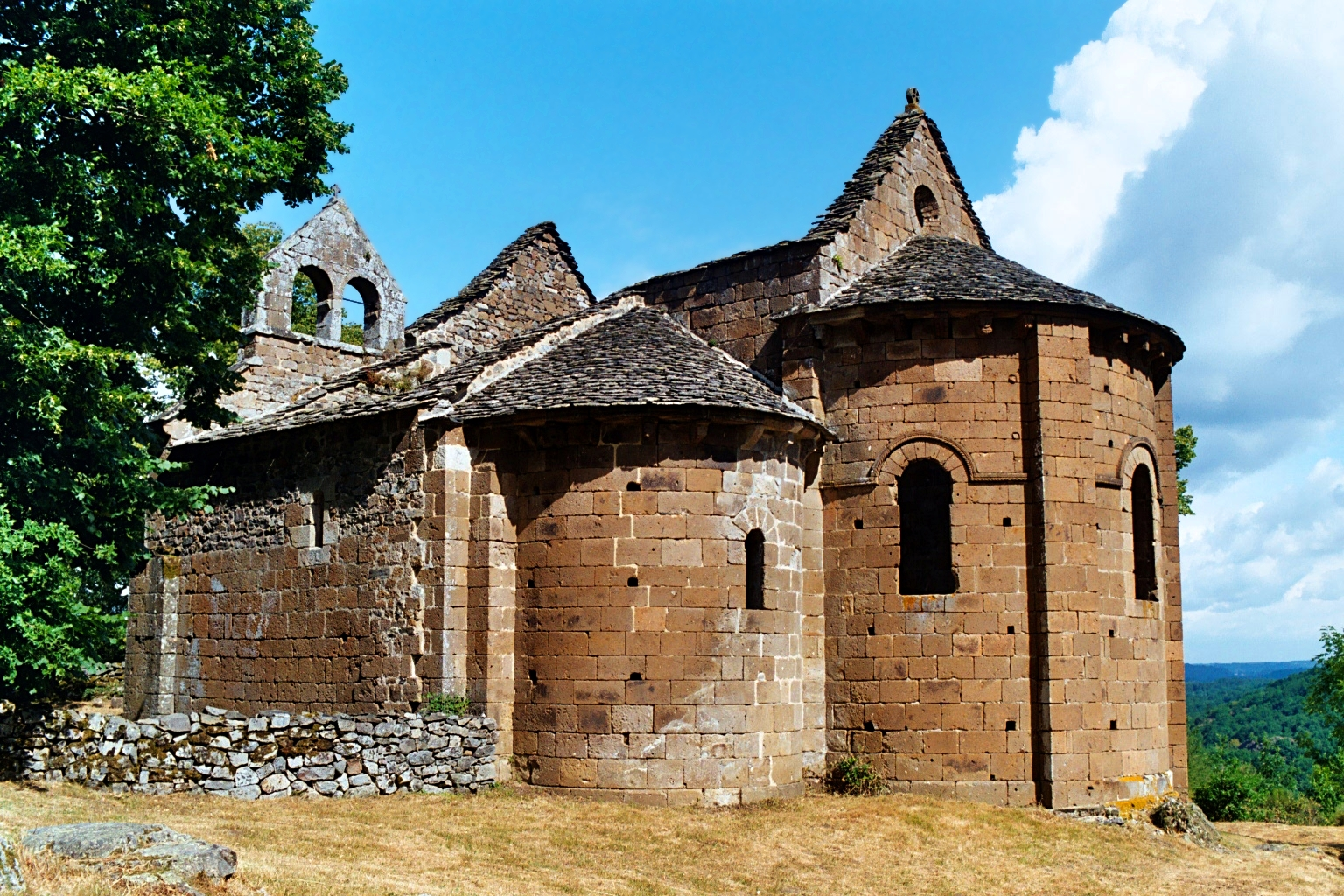
Часовня Нотр-Дам
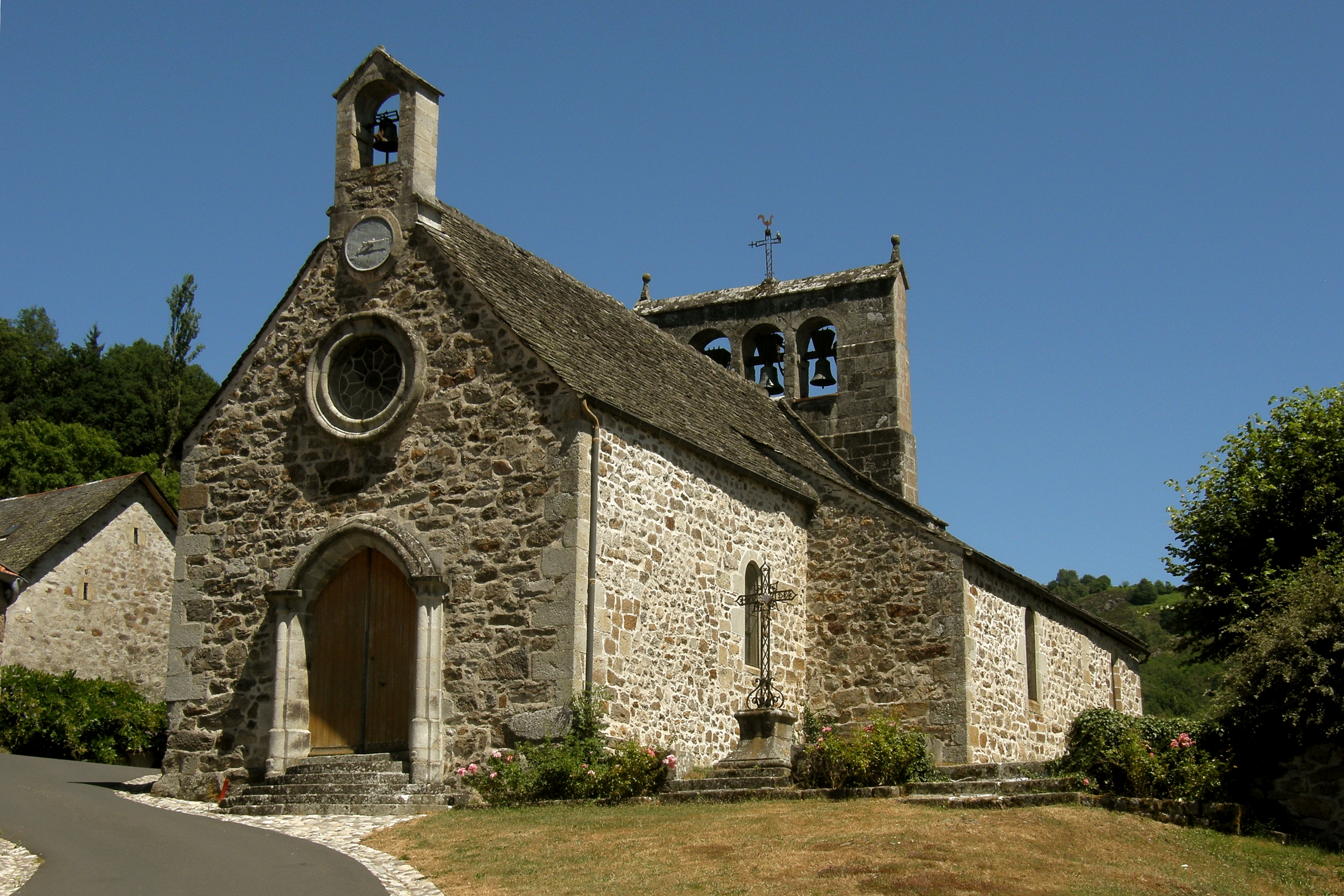
Часовня Сен-Виктор
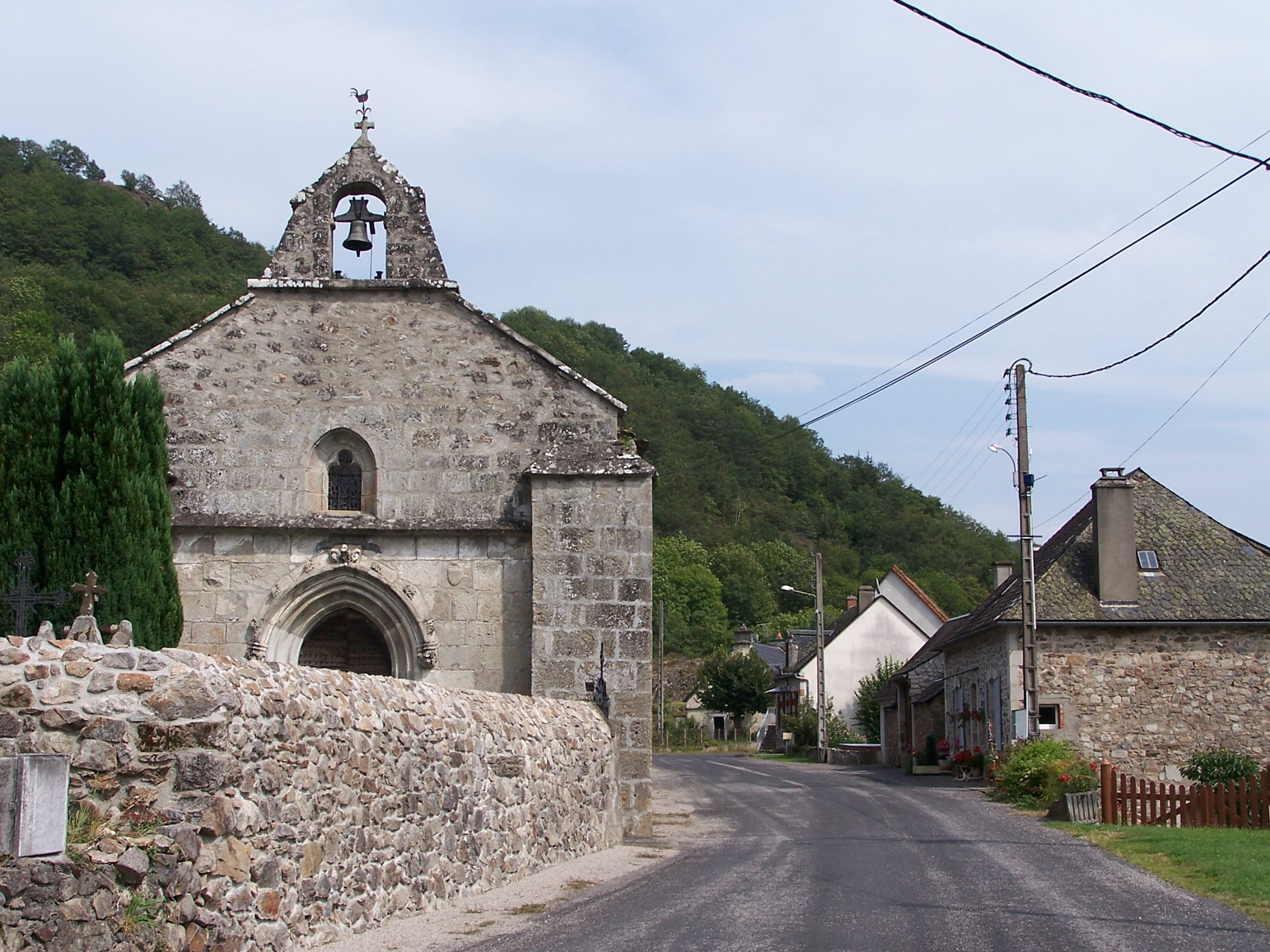
Церковь Сен-Ферреоль
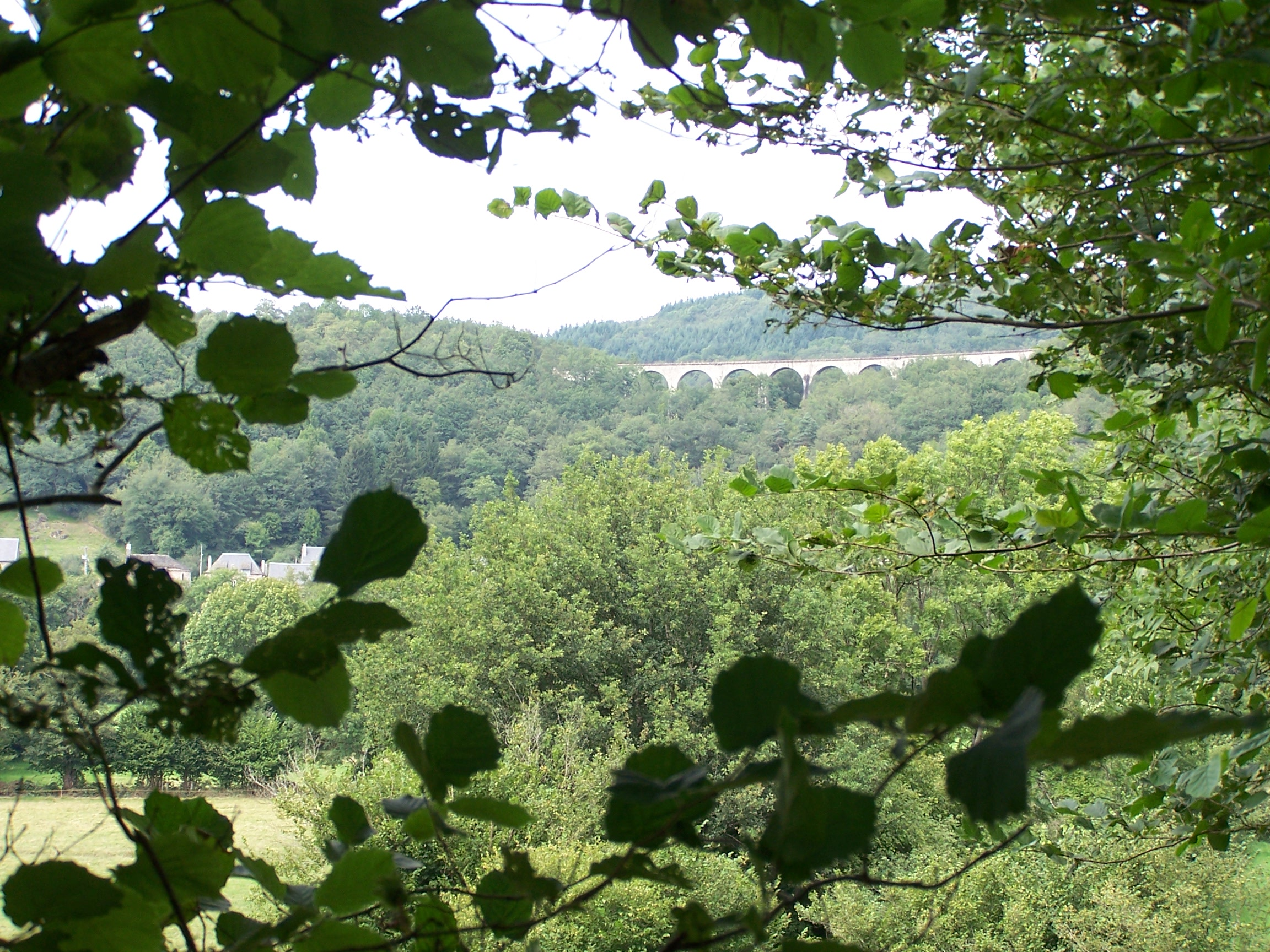
Виадук Сальсиньяк